# Protographium thyastes
Protographium thyastes är en fjärilsart som först beskrevs av Dru Drury 1782.  Protographium thyastes ingår i släktet Protographium och familjen riddarfjärilar. Inga underarter finns listade i Catalogue of Life.